# Žádná škoda sousedů
Žádná škoda sousedů (anglicky „Improving the Neighbourhood“) je krátká vědeckofantastická povídka britského spisovatele Arthura C. Clarka.
Povídka reaguje na mnohé nezodpovědné konání člověka ve vztahu k přírodě a životnímu prostředí.
V angličtině vyšla poprvé v časopisu Nature 4. listopadu 1999.

## Příběh
Jistá civilizace sleduje sousední civilizaci, která se vyvinula na planetě s obdobnými parametry. Odposlouchává její rádiové aj. vysílání. Sousedé po dlouhém období barbarství vyvinuli techniku a začali bez zábran čerpat energetické zdroje. Vyvinuli stroje, dopravní prostředky, telekomunikační zařízení. Energetickou krizi krátkodobě překonali využitím atomové energie a jaderné fúze. Poté zoufale pátrali po dalším zdroji a nalezli jej. Byly jím prakticky nevyčerpatelné kvantové fluktuace.
Není jisté, co způsobilo jejich zánik, zda nehoda či pokus o získání převahy jedné z frakcí nad druhou. Není ani jisté, jestli byli schopni přeměny z vodíkové báze na germaniovou. Každopádně vyvolali kataklyzma, které zničilo jejich planetu včetně oběžnice. Kdyby tato agresivní rasa pokročila ve vývoji a expandovala do vesmíru, stala by se hrozbou pro všechny ostatní civilizace.

## Česká vydání
Česky vyšla povídka v následujících sbírkách nebo antologiích:
- Směr času (Polaris, 2002)[1]